# Helmuth James von Moltke

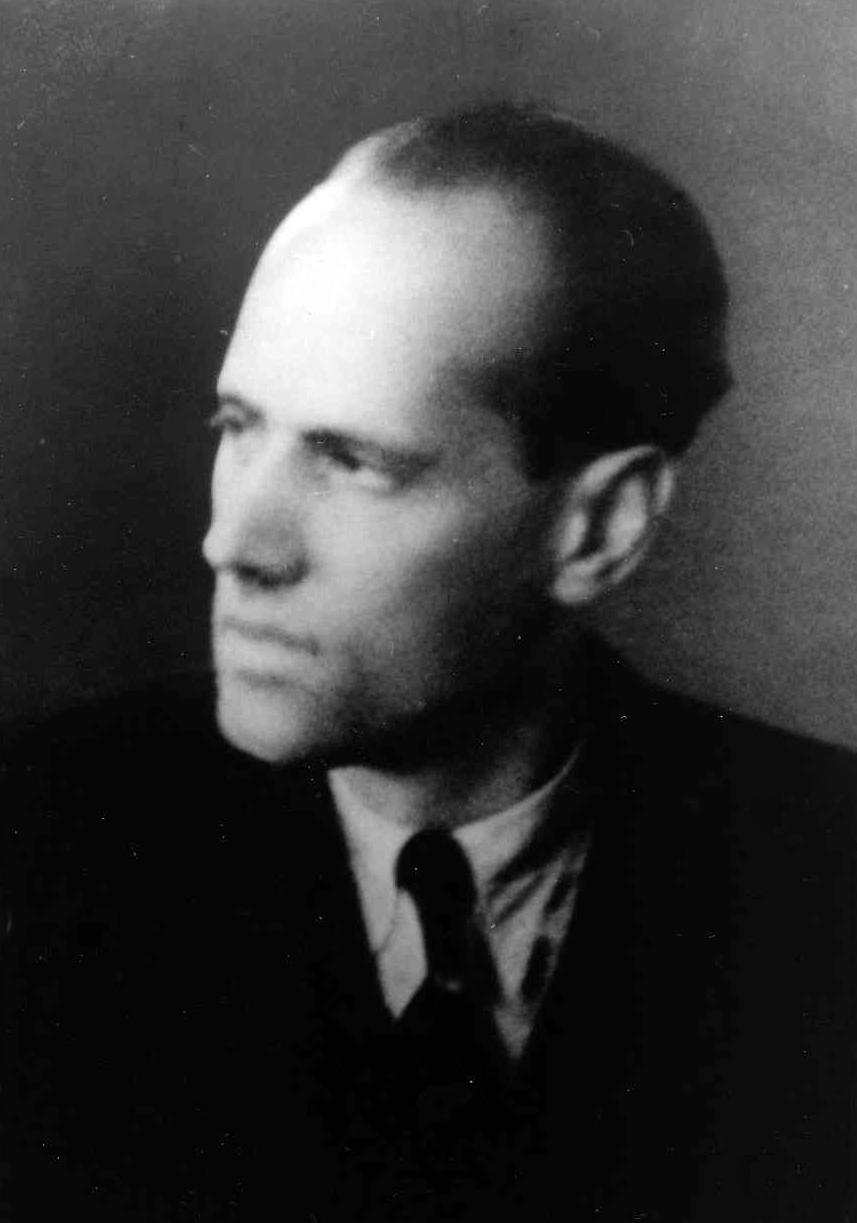

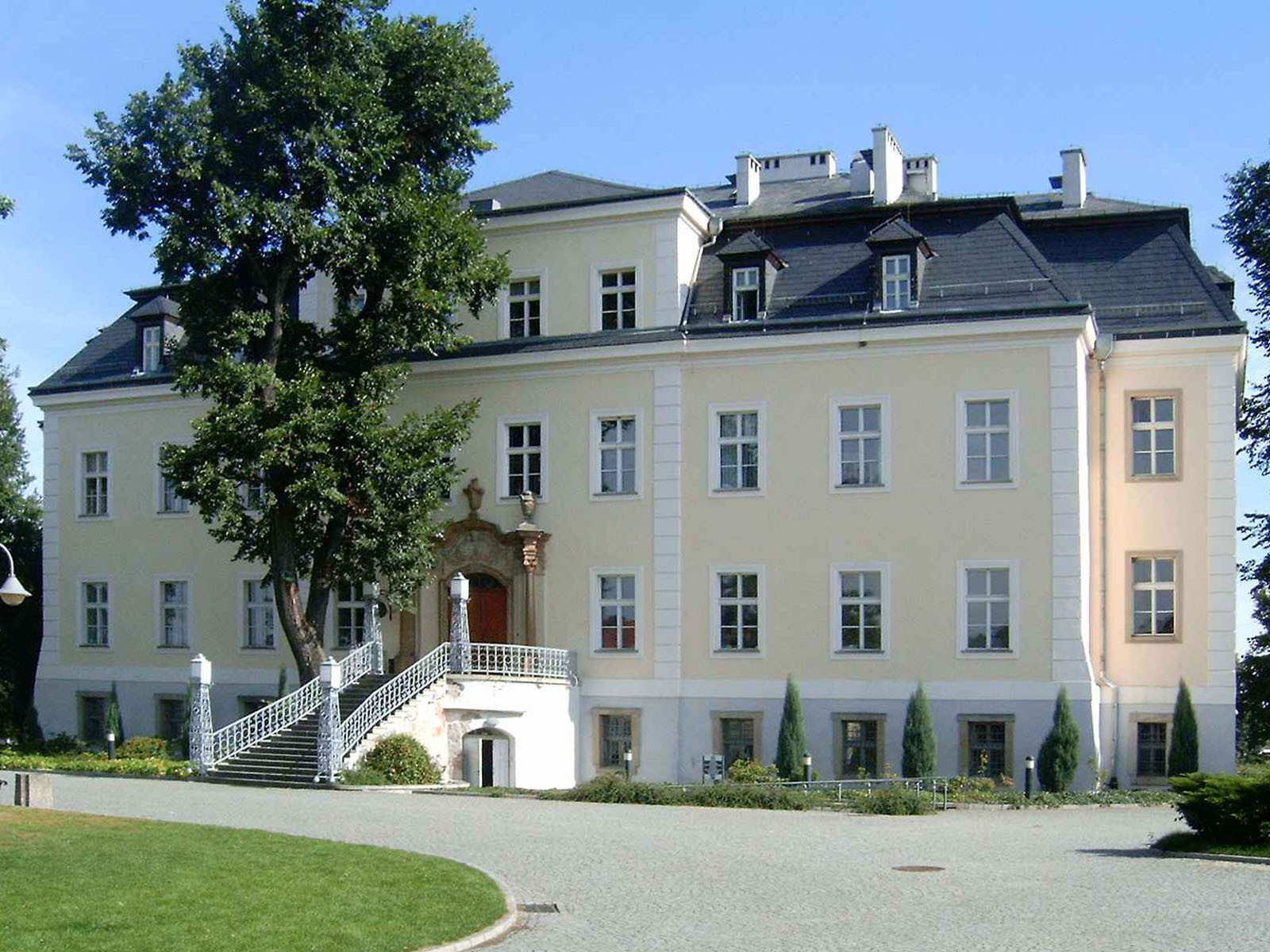
Castillo de Kreisau (Schloss Kreisau).

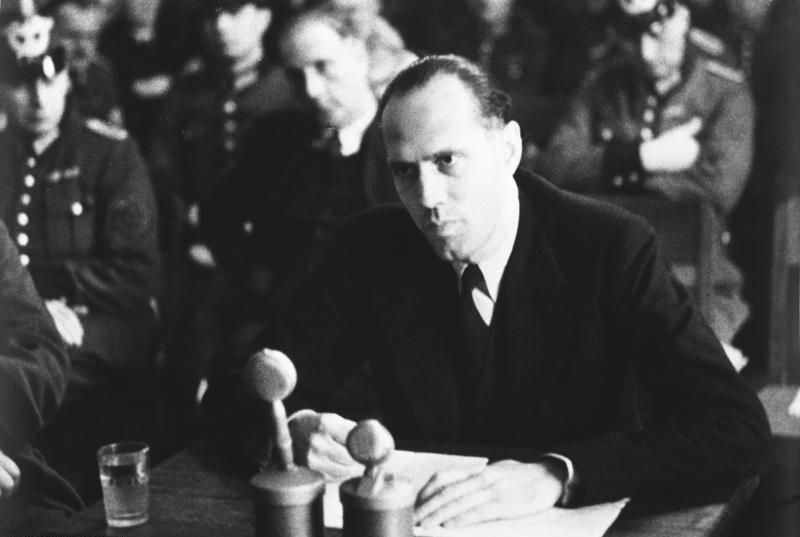
Moltke ante el Volksgerichtshof.

Helmuth James Graf von Moltke (11 de marzo de 1907 - 23 de enero de 1945) fue un jurista y noble alemán, fundador del Círculo de Kreisau, un grupo de oposición a Adolf Hitler. Era sobrino nieto del mariscal de campo Helmuth von Moltke el Joven y propietario del Castillo de Kreisau (Schloss Kreisau) en Silesia.

## Biografía
Nació en Kreisau, hoy Krzyżowa, Polonia en Silesia. Su madre era hija de Sir James Rose-Innes y ambos miembros de la Ciencia Cristiana. Estudió en Breslau, Viena, Heidelberg y Berlín. En 1931 se casó con Freya von Moltke.
En 1928 Moltke se unió al movimiento Löwenberger Arbeitsgemeinschaften y, en 1934, declinó entrar en el Partido nazi y desde su oficina berlinesa ayudó a emigrar a refugiados a Gran Bretaña, donde completó su práctica en Oxford.
En 1939, fue reclutado para el Frente Oriental en la Abwehr a las órdenes del almirante Wilhelm Canaris, accediendo a información que lo convirtió en fuerte opositor al régimen. En Berlín fundó el Círculo de Kreisau. Después del complot del 20 de julio fue arrestado junto a otras 5,000 personas, que fueron ejecutadas estuvieran o no implicados en el complot, lo cual fue una excusa para eliminar opositores.
Fue arrestado por la Gestapo y condenado por el tribunal presidido por Roland Freisler, quien inventó las acusaciones al no poderse probar su participación. Fue ejecutado por alta traición en Plötzensee. Fue enterrado en el cementerio viejo de Wandsbek.
En 1989, fue honrado póstumamente con el premio Geschwister-Scholl-Preis por su obra Briefe an Freya 1939-1945.
En 1992 un documental sobre su vida fue nominado para el Oscar, The Restless Conscience.
Le sobrevivieron su esposa y sus dos hijos. Figura en el panteón de alemanes ilustres Walhalla.

## Distinciones

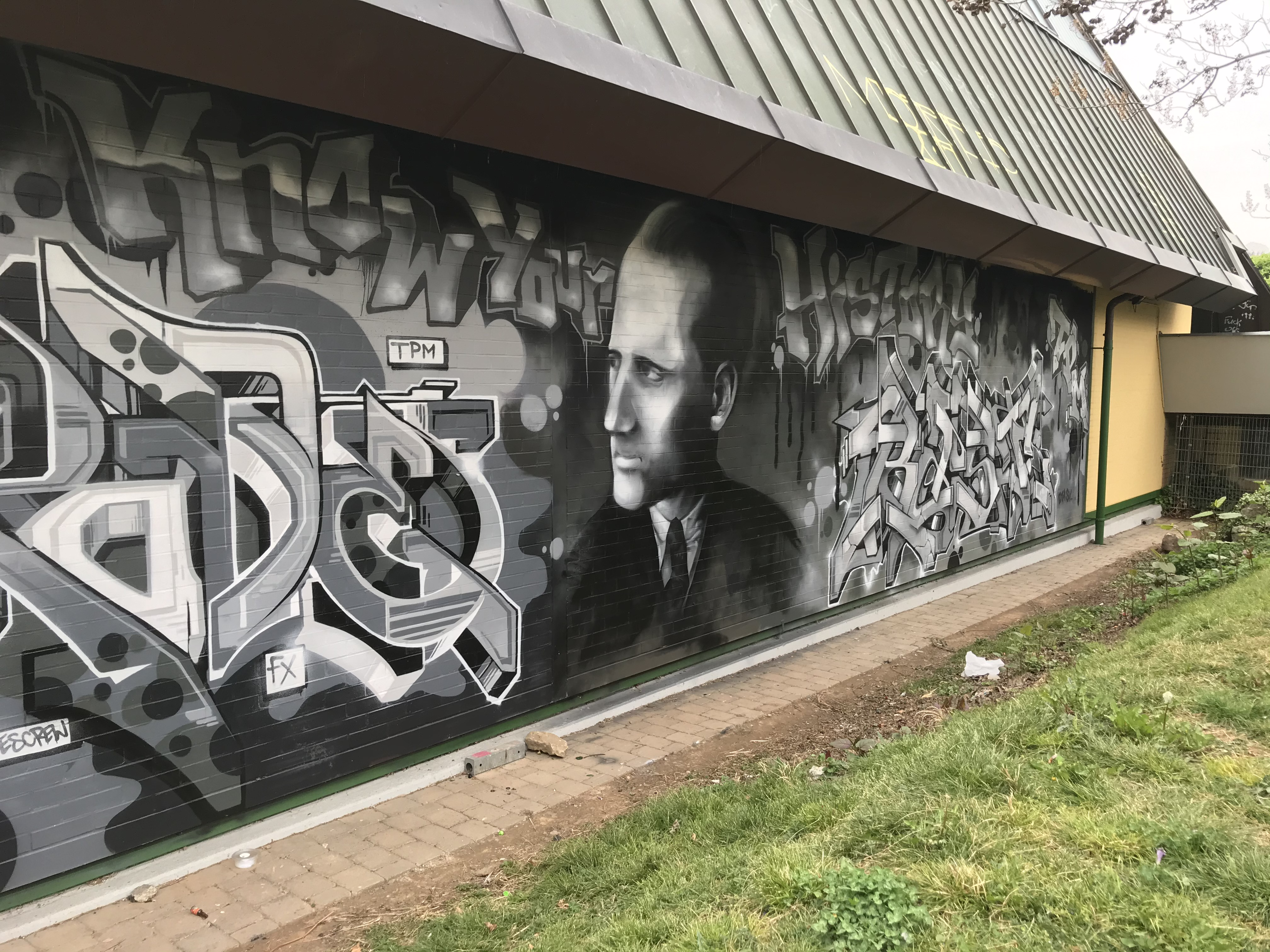
Mural con su figura en Stuttgart.

En 2001, la Sección alemana de la Sociedad Internacional de Derecho Militar y Derecho de Guerra creó el premio Helmuth James von Moltke. Es otorgado cada dos años por una junta judicial que funciona en el ámbito de la política de seguridad.

## Film
- „…weil wir zusammen gedacht haben.“ Helmuth James von Moltke 1907–1945. Dokumentarfilm, Deutschland, 2007, 22 Min., Regie: Hellmut Sitó Schlingensiepen und Christian Bimm Coers, Filmseite:[3]

## Publicaciones
- Bericht aus Deutschland im Jahre 1943 ("Report from Germany in the Year 1943").

- Letzte Briefe aus dem Gefängnis Tegel ("Last Letters from Tegel Prison"). Diogenes, Zürich 1997 ISBN 3-257-22975-5).

- Briefe an Freya. 1939-1945, ed. Beate Ruhm von Oppen. 2. Auflage, Beck, München 1991 ISBN 3-406-35279-0. New York: Alfred A. Knopf, ISBN 0-394-57923-2